# Den císaře Šówy

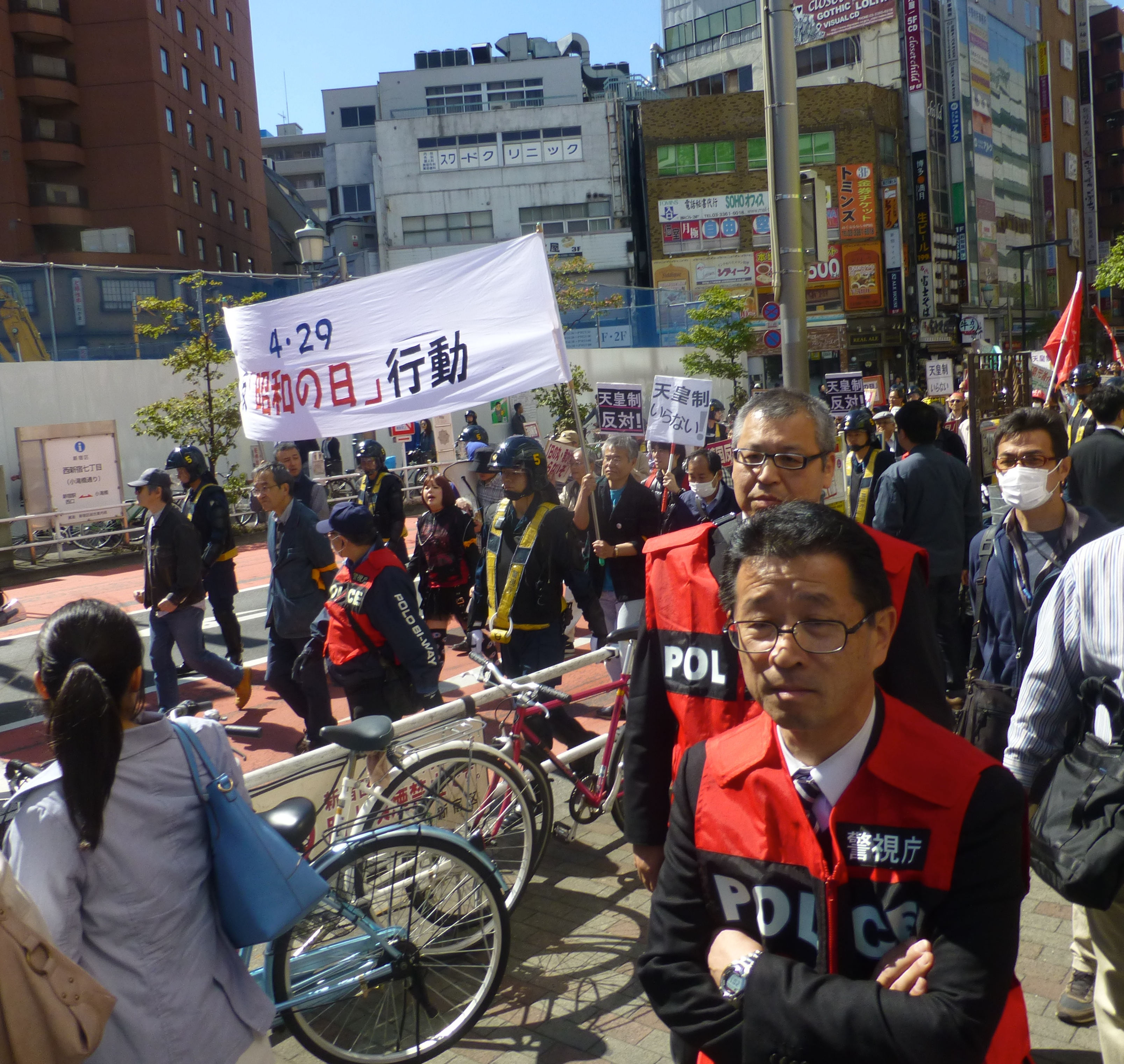
Protesty proti slavení dne císaře Šówy v roce 2016 v Šindžuku v Tokiu.

Den císaře Šówy (昭和の日, Šówa no Hi) je japonský svátek, jenž je každoročně slaven 29. dubna. Připomíná narození císaře Hirohity (Šówy), který vládl v období let 1926 až 1989.
Tento svátek shodou okolností připadá na stejný den, ve kterém v roce 1946 Tokijský tribunál odsoudil k smrti mnoho významných úředníků Hirohitovy vlády, mimo jiné i bývalého premiéra Hideki Tódža.

## Historie
Po smrti císaře Hirohita v lednu 1989 se 29. duben začal slavit jako tzv. Zelený den, který byl součástí japonského Zlatého týdne. Po sérii neúspěšných legislativních pokusů se v roce 2000 svátek přejmenoval na Den císaře Šówy. Zelený den byl přesunut z tohoto dne na 4. května.
Podle tehdejší hlavní opoziční strany (Demokratické strany Japonska) by neměl být svátek oslavou zesnulého císaře, ale spíše příležitostí k zamyšlení nad jeho 63letou pohnutou vládou. Během Hirohitova panování mimo jiné došlo k japonské invazi do Mandžuska, vzestupu totalitarismu díky Taisei Jokusankai, k válce se Spojenci, poválečné okupaci a tzv. japonskému poválečnému hospodářskému zázraku.
| Roky            | 29. duben         | 4. květen             |
| --------------- | ----------------- | --------------------- |
| před 1985       | Narozeniny císaře | (žádný svátek)        |
| 1985–1988       | Narozeniny císaře | Národní den odpočinku |
| 1989–2006       | Zelený den        | Národní den odpočinku |
| 2007–současnost | den císaře Šówy   | Zelený den            |